# Ytstekleppane
Ytstekleppane är en kulle i Antarktis. Den ligger i Östantarktis. Norge gör anspråk på området. Toppen på Ytstekleppane är 22 meter över havet.
Terrängen runt Ytstekleppane är huvudsakligen kuperad, men åt sydväst är den platt. Havet är nära Ytstekleppane åt nordväst. Trakten är obefolkad. Det finns inga samhällen i närheten.